# Aphodius quadriguttatus
Aphodius quadriguttatus es una especie de coleóptero de la familia Scarabaeidae.

## Distribución geográfica
Habita en el paleártico: Europa, Asia y el Magreb.